# Нечаевское (Конотопский район)
Нечаевское (укр. Нечаївське) — село,
Кошаровский сельский совет,
Конотопский район,
Сумская область,
Украина.
Код КОАТУУ — 5922084503. Население по переписи 2001 года составляло 15 человек.

## Географическое положение
Село Нечаевское находится на берегу безымянного ручья, притока реки Ромен.
На расстоянии в 1 км расположены сёла Кошары и Андреевское.